# اریک گارسین
اریک گارسین (انگلیسی: Éric Garcin؛ زادهٔ ۶ دسامبر ۱۹۶۵) بازیکن فوتبال اهل فرانسه است.
از باشگاه‌هایی که در آن بازی کرده‌است می‌توان به باشگاه فوتبال لو مان، باشگاه فوتبال نیم المپیک، باشگاه فوتبال تولوز، باشگاه فوتبال مادرول، و باشگاه فوتبال داندی اشاره کرد.